# سفينة الحرب البرمائية

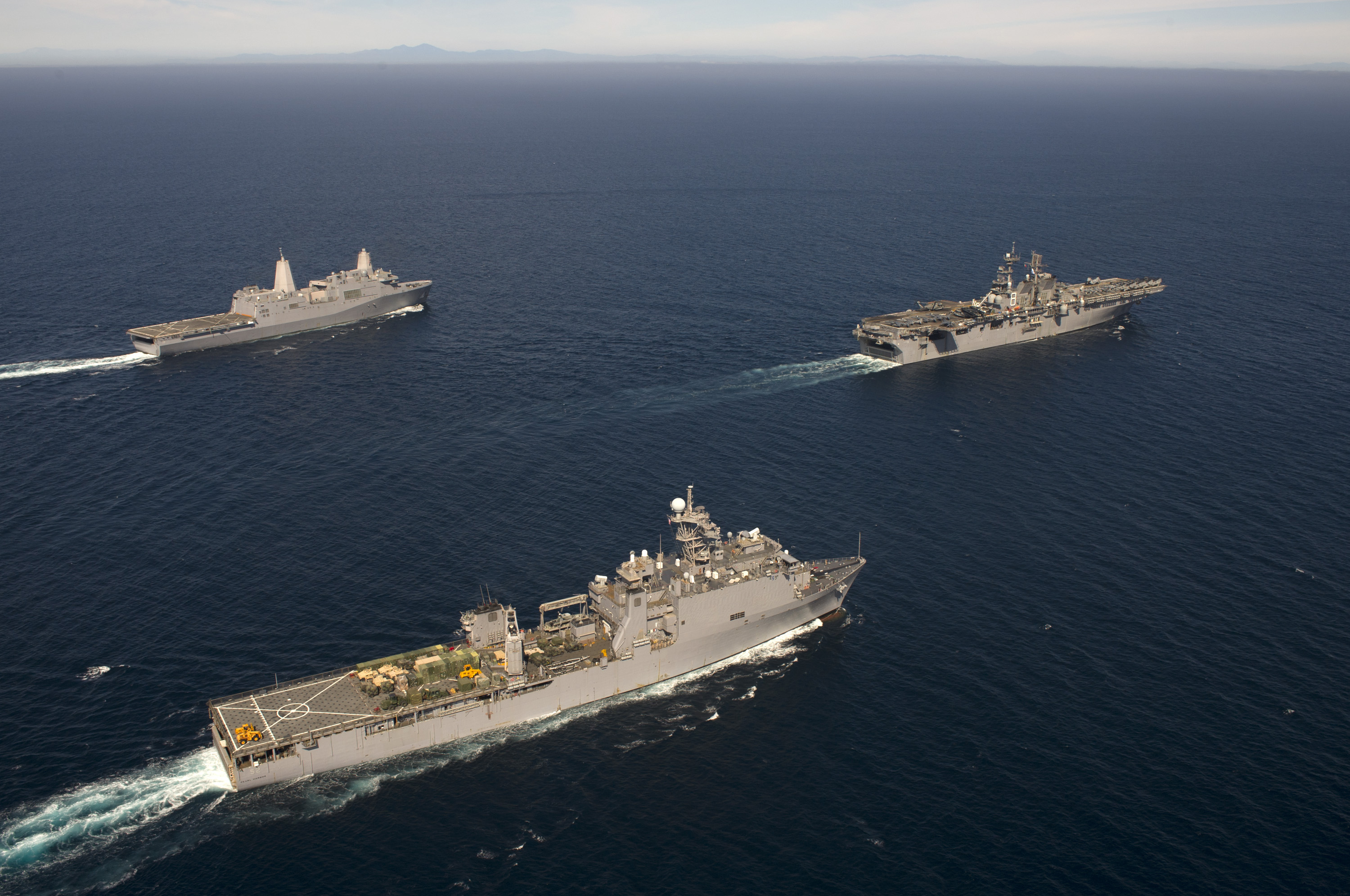
سفينة برمائية

سفينة الحرب البرمائية وهي سفينة حربية تستخدم في البر وتدعم القوات البرية من القوات البحرية ضد العدو خلال حرب برمائية.